# Colymboides minutus
Colymboides minutus è una specie di uccelli fossile appartenente alla famiglia Gaviidae. 
I primi resti fossili furono trovati in depositi del tardo Oligocene o degli inizi del Miocene in Aquitania (Francia). Furono trovati e descritti da Alphonse Milne-Edwards (1867-1868) tre elementi fondamentali: il femore, l'ulna e l'omero. Altri fossili sono stati ritrovati nella Repubblica Ceca (1980).
Questa specie viene considerata come una strolaga alquanto piccola, non perfettamente adattata al nuoto subacqueo come le strolaghe ancor oggi viventi.